# Bielska Kopa
Bielska Kopa lub Kopa Bielska (niem. Durlsberg, słow. Belanská kopa, Belianska kopa, węg. Bélai-domb)  – szczyt na północno-wschodnim krańcu Tatr Wysokich, w krótkiej bocznej grani odchodzącej od grani głównej w dolnej części Koperszadzkiej Grani. Bielska Kopa ma wysokość 1835 m, 1832 m, 1833 m lub 1836. Od Koperszadzkiego Zwornika – bocznego wierzchołka Koperszadzkiej Czuby – na południowym zachodzie oddziela ją Wyżnia Przełęcz pod Kopą.
Bielska Kopa ma charakter trawiasto-skalisty, a jej wierzchołek jest stosunkowo rozłożysty i znajduje się w północno-zachodniej części grani. Ok. 400 m na południowy wschód od głównego wierzchołka znajduje się drugi niższy (1816 m), trawiasty i szeroki tak jak wyższy. Grzbiet prowadzi dalej na wschód, gdzie stosunkowo ostrymi zboczami opada na Bielską Rówień. Północne stoki Bielskiej Kopy opadają łagodnie do Doliny Przednich Koperszadów, południowe nieco stromiej do Doliny Białych Stawów. Obie te doliny są górnymi piętrami Doliny Kieżmarskiej i łączą się w rejonie Bielskiej Równi.
Góra ta jako jedyna w południowej i wschodniej części Tatr Wysokich jest zbudowana w całości ze skał osadowych – górne partie tworzone są przez wapienie i dolomity triasu, dolne także przez triasowe łupki.
Od Bielskiej Kopy pochodzi nazwa pobliskiej Przełęczy pod Kopą (Niżniej), położonej w grani głównej i stanowiącej granicę między Tatrami Wysokimi a Bielskimi. Ze względu na swe położenie i układ grani Kopa bywa niekiedy zaliczana błędnie do Tatr Bielskich.
Na szczyt nie prowadzą szlaki turystyczne, turyści jednak czasami wchodzą na Bielską Kopę. Z jej wierzchołka rozlegają się widoki na otoczenie Doliny Kieżmarskiej. Najdogodniejsza droga prowadzi z Wyżniej Przełęczy pod Kopą, łatwe jest też wejście z sąsiednich dolin.
Szczyt był odwiedzany już na przełomie XVIII i XIX wieku. Dokładnie został opisany przez Christiana Genersicha. W 1851 r. na Bielskiej Kopie był Maciej Bogusz Stęczyński, który poświęcił jej wiersz i ją narysował. Maria Steczkowska w 1872 r. pisała o widoku z Bielskiej Kopy: „Mamy przed sobą jeden z najwspanialszych górskich widoków, a najmajestatyczniej występują groźne spiskie olbrzymy”. Już w roku 1751 naukowcy z Wiednia badali tutejsze sztolnie i wyrobiska. Geograf Joseph Liesganig spadł wtedy z Bielskiej Kopy i o mało nie stracił życia.
W zimie jako pierwsi na Kopie Bielskiej byli Gyula Komarnicki i István Laufer 18 kwietnia 1908 r.
Dawniej Bielską Kopę określano też innymi nazwami: Twarożna, Kopa w Koperszadach, Kopa Bialska czy po prostu Kopa.

## Szlaki turystyczne
– południowymi stokami i przez Wyżnią Przełęcz pod Kopą przebiega niebieski szlak znad Wielkiego Białego Stawu w Dolinie Białych Stawów na Przełęcz pod Kopą. Czas przejścia: 45 min, ↓ 35 min

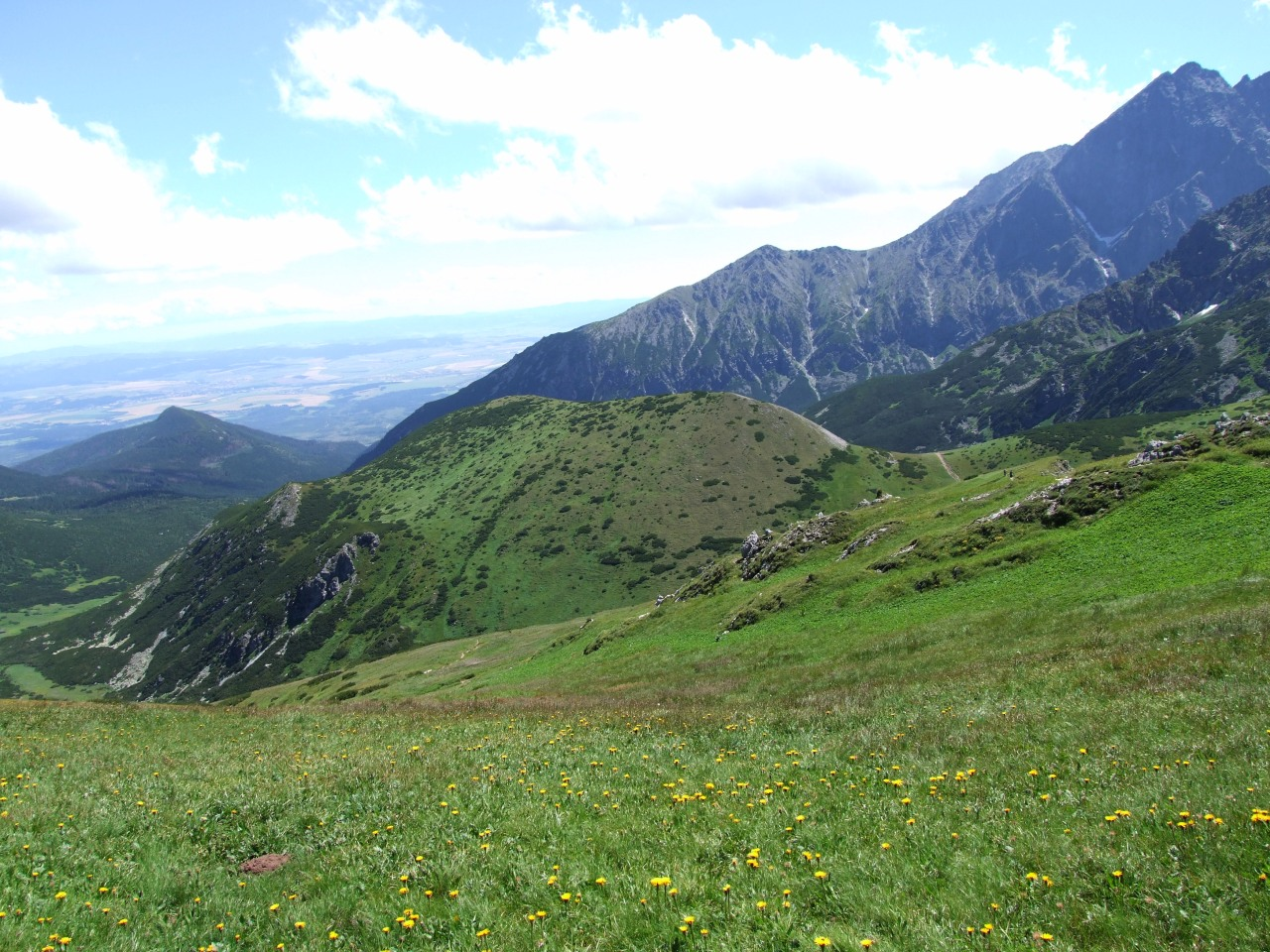
Bielska Kopa od północnego zachodu
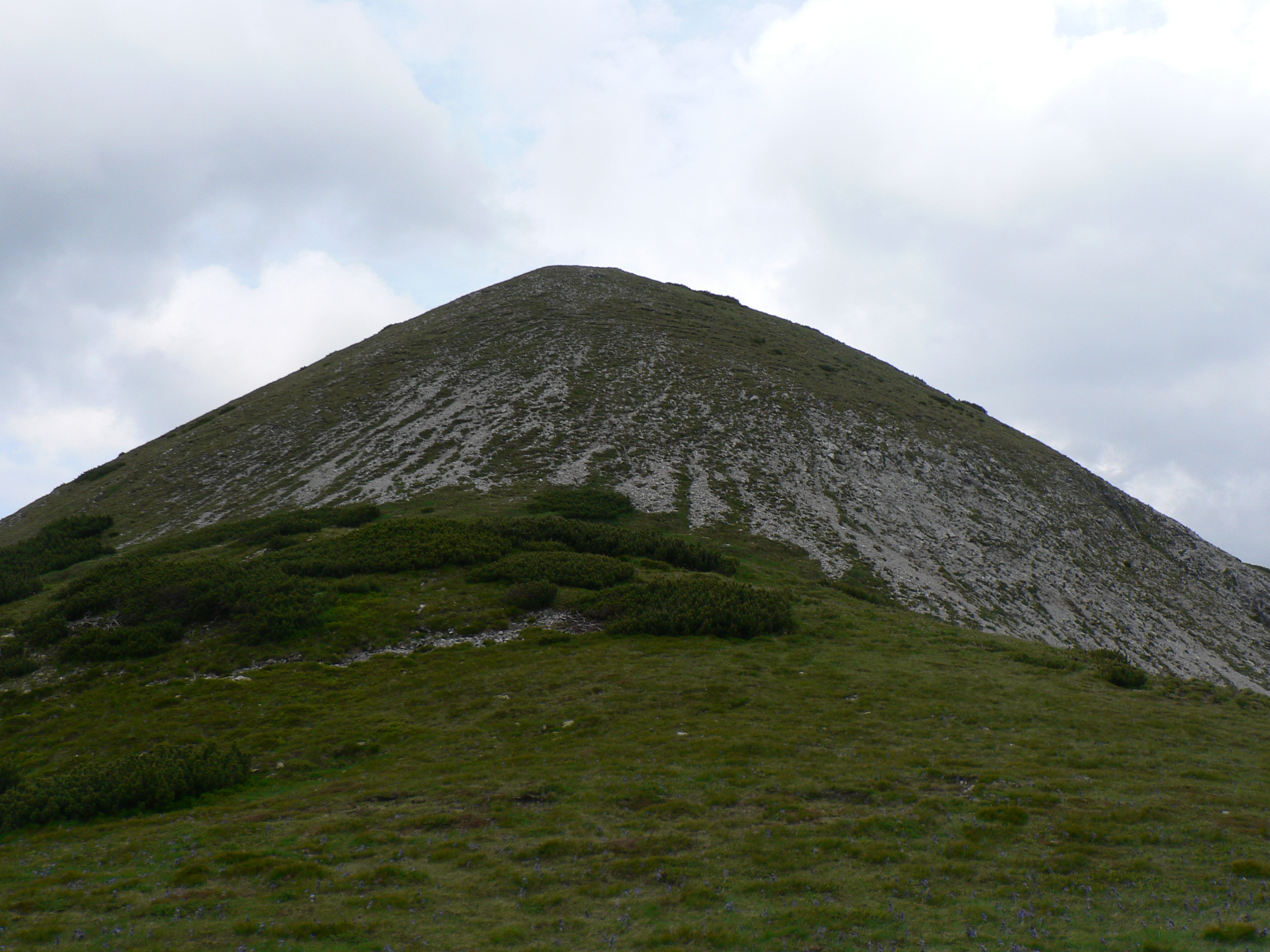
Bielska Kopa z Wyżniej Przełęczy pod Kopą
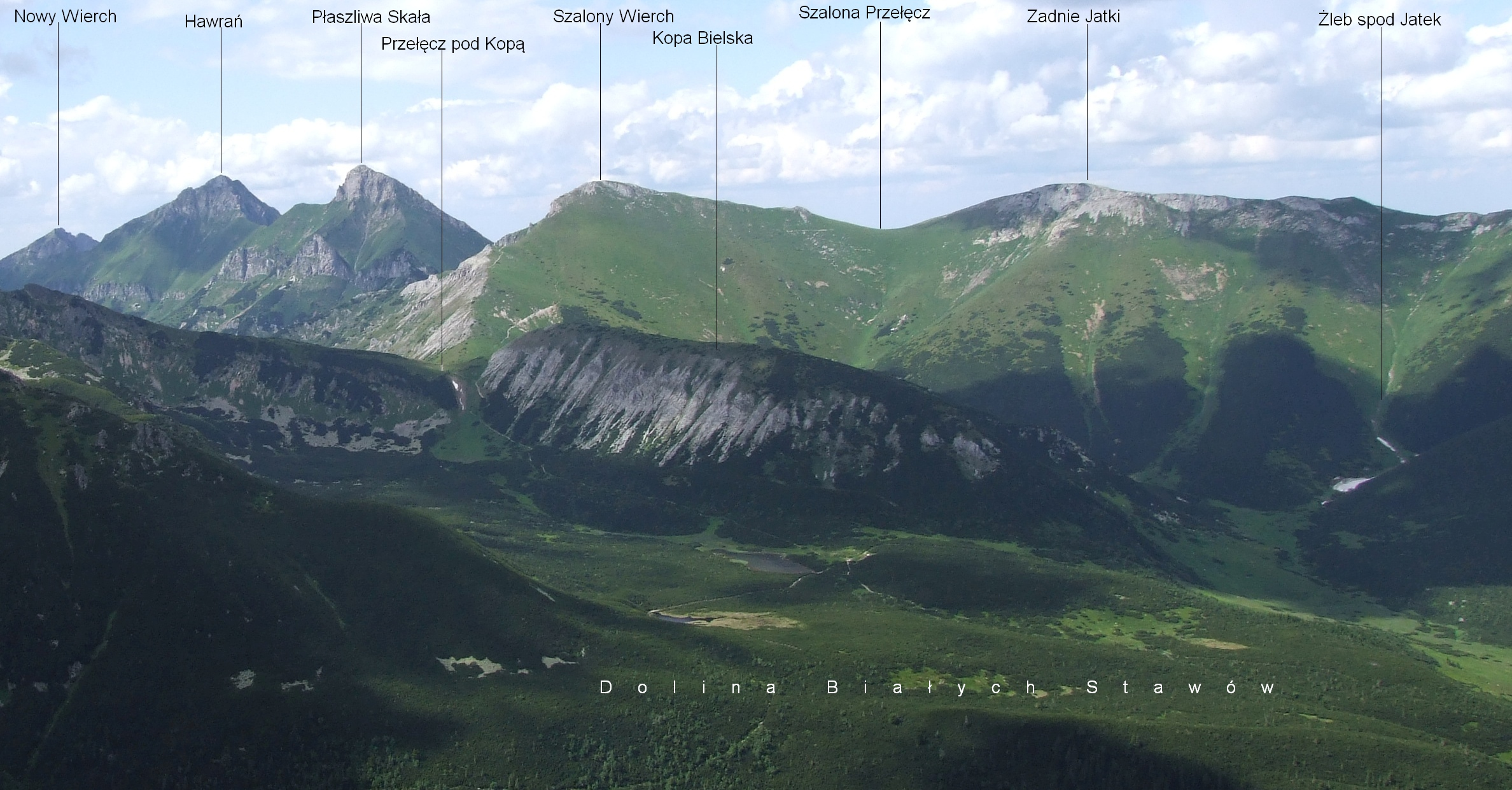
Bielska Kopa i Tatry Bielskie